# لغة سامي الإنارية
هي إحدى اللغات المحكية في فنلندا يتحدث بها حوالي 300 شخص معظمهم من الأعمار المتوسطة أو كبار السن يقطنون مقاطعة أو بلدية إيناري. ووفقاً للبرلمان السامي الفنلندي فإن حوالي 269 شخصاً يستخدمون اللغة السامية الإينارية كلغة الأولى. وهي اللغة السامية الوحيدة (نسبة لقومية سامي أو قومية اللابيين المنتمين للمنطقة اللابية، وإينارية نسبة لمنطقة إيناري) التي يتم التحدث بها بشكل حصري في فنلندا. وتم تصنيفهنص مائلا بأنها لغة معرضة للخطر الشديد، حيث يتعلمها عدد قليل من الأطفال فقط؛ إلا أنه ومع ذلك، توافد المزيد من الأطفال إلى بيوت اللغة لتعلمها. وفي حلول عام 2018، تزايد عدد المتحدثين بلغة إيناري سامي حوالي 400 شخص. وقد اكتسبت اللغة هذا العدد من المتحدثين بفضل الجهود المبذولة لإحيائها.

## تاريخياً

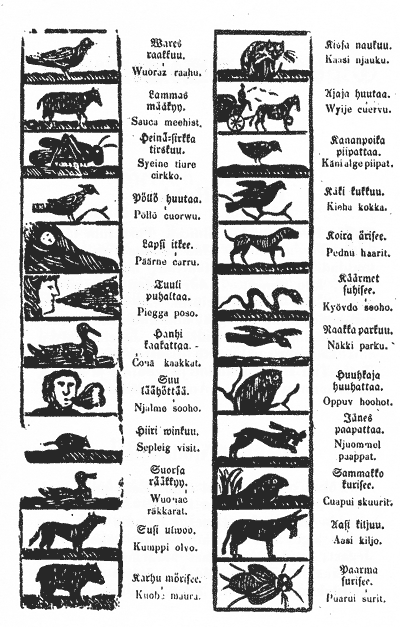
من كتاب إدوارد فيلهيلم بورغ

ويعد كتاب "Anar sämi kiela aapis kirje ja doctor Martti Lutherus Ucca katkismus" الذي اعتنى به «إدوارد فيلهلم بورغ» عام 1859 أول كتاب تناول لغة سامي الإينارية. وهو مؤلف من 93 صفحة متضمنةً «التعليم الصغير» لمارتن لوثر. لكن يقال إن تاريخ اللغة الحديث يبدأ مع ترجمة «لوري إيتكونين» لتاريخ الكتاب المقدس عام 1906، الذي قام أيضاً بترجمة العديد من الكتب الأخرى إلى هذه اللغة ككتب مارتن لوثر وجون تشارلز رايل، ومن بعد ذلك انتشرت بشكل رئيسي في الكتب التي كتبها اللغويون، لا سيما «فرانس آيميا» و«إركي إيتكونين» ولسنوات عديدة، كان هنالك القليل من الأدب المكتوب بلغة سامي الإينارية، على الرغم من أن البرلمان السامي في فنلندا (Sämitigge) قام بتمويل ونشر الكثير من الكتب في السنوات الأخيرة.
منذ عام 1992 كان للفنلنديين الساميين الحق في التفاعل والتواصل مع المسؤولين بلغتهم الخاصة في المناطق التي عاشوا فيها بشكل تقليدي في إيناري، إينونتيكيو، أوتسيوكي والجزء الشمالي من سودانكيليا كسياسة رسمية تفضل الحفاظ على اللغة. كما ويجب أن تكون جميع التصريحات والبلاغات في إيناري (وهي البلدية الرسمية الوحيدة الرباعية اللغة في فنلندا) باللغة الفنلندية، السامية الشمالية، السامية الإينارية والسامية السكولتية. إلا أن حوالي 10٪ فقط من الموظفين العموميين في المنطقة يمكنهم خدمة السكان الناطقين باللغة السامية الإينارية في إيناري، لذلك يتم استخدام اللغة الفنلندية من قبل ال 90٪ البقية.
عام 1986 تأسست جمعية لغة سامي الإينارية (Anarâškielâ servi) والتي كان الهدف منها تعزيز اللغة واستخدامها. قامت الجمعية بنشر العديد من الكتب والكتب المدرسية والتقويم وما إلى ذلك، بلغة سامي. وقد أُنشأ برنامجٌ للانغماس في اللغة عام 1997 وتم تخصيصه لأطفال تتراوح أعمارهم بين 3 و6 سنوات في إيناري وإيفالو. وفي 6 سبتمبر 2007 أطلقت الجمعية صحيفة إلكترونية بلغة سامي الإينارية سمّيت "Kierâš"، وكانت تصدر بشكل أسبوعي على الإنترنت بلغة سامي الإينارية ورئيس تحريرها هو بيتر موروتايا. يتم نشر الصحيفة مرة واحدة في الأسبوع وتقدم لقُرَّائها الأخبار والإعلانات والموضوعات الحالية بلغة سامي الإينارية. هذا وقد تبرعت جمعية النهوض بثقافة الساميين بالمال من أجل إدارة المجلة قبل أن يتم حلها في العام نفسه. وقد منح القسم الثقافي في البرلمان السامي في فنلندا منحة نشر لعام 2008.
وتجدر الإشارة أنّ هنالك ظاهرة جديدة ترى أن اللغة السامية الإينارية استُخدمت في أغاني الراب عن طريق مايكل موروتايا (آموك) الذي نشر أول قرص راب مضغوط بهذه اللغة في العالم بتاريخ 6 فبراير 2007 وهو يوم سامي الوطني.

## التوزع الجغرافي
بالإضافة إلى الفنلندية، السامية السكولتية والسامية الشمالية، فإن السامية الإينارية تعد واحدة من اللغات الرسمية الأربع في منطقة إيناري، وبشكل خاص في القرى الواقعة على شاطئ بحيرة إيناري وهي:
- نيلّيم (Njellim)
- إيفالو (Avveel)
- مينيسيافري (Menišjävri)
- ريبويوكي (Riemâšjuuhâ)
- تيرّو (Mosshâš)
- كامانين (Kaamâs)
- أكسويافري (Ákšujävri)
- سييسيافري (Čovčjävri)
- ليّارفي (Ijjävri)
- سيفتيافري (Čevetjävri)
- بارتاكو (Päärtih)
- إيناري البلدة (Aanaar markkân)

## علم الأصوات

### الأحرف الساكنة
|                                                              |                     | شفوية (Labial) | نطعية (Dental) | لثوية (Alveolar) | لثوية غارية (Postalveolar) | غارية (Palatal) | طبقية (Velar) |
| أنفية صامتة (Nasal)                                          | أنفية صامتة (Nasal) | m              | n              |                  |                            |                 | ŋ             |
| صامتة انفجارية (Plosive) / صامتة موقوفة احتكاكية (Affricate) | همسية (Voiceless)   | p              | t              | t͡s               | t͡ʃ                         |                 | k             |
| صامتة انفجارية (Plosive) / صامتة موقوفة احتكاكية (Affricate) | جهارية (Voiced)     | b              | d              | d͡z               | d͡ʒ                         |                 | ɡ             |
| صامتة احتكاكية (Fricative)                                   | همسية (Voiceless)   | f              |                | s                | ʃ                          |                 | h             |
| صامتة احتكاكية (Fricative)                                   | جهارية (Voiced)     | v              | ð              |                  |                            |                 |               |
| شبه صامت (Approximant)                                       | مركزية (Central)    | v              |                |                  |                            | j               |               |
| شبه صامت (Approximant)                                       | جانبية (Lateral)    |                |                | l                |                            |                 |               |
| مكررة (Trill)                                                | مكررة (Trill)       |                |                | r                |                            |                 |               |

### الأحرف الصوتية
|        | أمامية | مركزية | خلفية |
| مغلقة  | i y    |        | u     |
| وسطية  | e      | ɐ      | o     |
| مفتوحة | a      | (ä)    | ɑ     |

ملاحظة: تم تمييز الحرف المتحرك المركزي المفتوح / ä / فقط في السامية الإينارية القديمة، بينما في اللغة الحديثة فاندمج في حرف العلة الأمامي / a /.

## علم العروض
مثل اللغات السامية الأخرى فإن لغة سامي إيناري تؤكد على الكلمات الأولية، وتنقسم المقاطع إلى أقدام (وحدة قياس في الشعر) تتكون عادةً من مقطعين لكل منهما، مع تأكيد ثانوي على المقطع الأول لكل قدم. ولعل التغيران الهامان في التطور المبكر للغة سامي الإينارية كانا سبباً في تغيير هيكلية بنائها، الأمر الذي جعل إيقاع نظم الشعر مختلفاً تماماً، فأول تغيّر كان في الكلمات التي تحتوي على عدد فردي من المقاطع، وقد تم تحويل المقطعين الأخيرين إلى قدم، وظل المقطع الثالث والأخير كقدم خاص به. أما الثاني فقد أدى اقتطاع أو حذف أحرف العلة النهائية، في الكلمات المؤلفة من ثلاثة مقاطع أو أكثر، إلى تقليل القدم النهائية الجديدة إلى مقطع واحد.
ونتيجة لذلك، يمكن للغة سامي الإينارية وبشكل انتقائي التمييز بين الكلمات التي انتهت في الأصل بحرف متحرك ولكنها اقتطعت أو تم اجتزاؤها، والكلمات التي انتهت بالفعل في ساكن.
إن إعادة ترتيب بنية القدم لها تأثير على طول أحرف العلة والأحرف الساكنة.

## علم الإملاء
يتم كتابة لغة سامي الإينارية عن طريق استخدام النص اللاتيني، أما بالنسبة للأبجدية المستخدمة حالياً فقد أصبحت رسمية وتم اعتمادها في عام 1996:
| الحرف | الأصوات   |
| A a   | /ɑ/       |
| Â â   | /ɐ/       |
| B b   | /b/       |
| C c   | /t͡s/      |
| Č č   | /t͡ʃ/      |
| D d   | /d/       |
| Đ đ   | /ð/       |
| E e   | /e/       |
| F f   | /f/       |
| G g   | /ɡ/       |
| H h   | /h/       |
| I i   | /i/, /j/  |
| J j   | /j/       |
| K k   | /k/       |
| L l   | /l/       |
| M m   | /m/       |
| N n   | /n/       |
| Ŋ ŋ   | /ŋ/       |
| O o   | /o/       |
| P p   | /p/       |
| R r   | /r/       |
| S s   | /s/       |
| Š š   | /ʃ/       |
| T t   | /t/       |
| U u   | /u/       |
| V v   | /v/       |
| Y y   | /y/       |
| Z z   | /d͡z/      |
| Ž ž   | /d͡ʒ/      |
| Ä ä   | /a/       |
| Á á   | /a/ (/ä/) |

القيم الصوتية هي نفسها كما في اللغة الكاريلية، وصوت đ هو صوت أسناني احتكاكي كلفظ (the) في اللغة الانكليزية. أما بالنسبة لهذه الأحرف (Q/q, W/w, X/x, Å/å, Ö/ö) فهي تستخدم في الكلمات ذات المنشأ أو الأصل الأجنبي. يتم نطق Á بشكل تقليدي في منتصف "ä" و"a". ولكن الاختلاف بين "ä" و"a" في اللغة الحديثة الإينارية غير موجود. وبخصوص الكتابة فإن كلا الحرفين "ä" و"a" منفصلين بحيث يستخدم ä في:
- المقطع الأول للكلمة، عندما يكون هناك e أو i في مقطع ثانٍ من نفس الكلمة
- كلمة مؤلفة من مقطع واحد فقط (على الرغم من استخدام á أيضاً)
- عند دمج صورتين أو حرفين (في حالة الإدغام iä ولكن ليس في حالة إدغام uá).

## النحو والصرف

### التناوب المتناغم للأحرف الصوتية
التناوب المتناغم هو نمط من التناوب أو التبادل بين أزواج الأحرف الساكنة التي تظهر في تصريف الكلمات أو تغيير مقامها الصوتي. هذا التناوب في لغة سامي الإينارية أكثر تعقيداً من اللغات السامية الأخرى، وذلك بسبب تأثيرات نمط التأكيد الفريد فيها. وكما هو الحال في لغات سامي الأخرى، فإن هنالك فرق بين الدرجة القوية والضعيفة. ولكن العامل الثاني هو ما إذا كانت الحروف الساكنة تظهر في منتصف القدم (FM) أو في المنعطف بين قدمين (FJ)وفي الحالة الأخيرة، غالباً ما تطول الحروف الساكنة.
| Q3 | Q2 | Q2 | Q1 |
| Q3 | FM | FJ | Q1 |
| đđ | đ̣  | đđ | đ  |
| jj | j̣  | jj | j  |
| ll | ḷ  | ll | l  |
| mm | ṃ  | mm | m  |
| nn | ṇ  | nn | n  |
| rr | ṛ  | rr | r  |
| vv | ṿ  | vv | v  |

| Q3 | Q2 | Q2   | Q1 | Q1 |
| Q3 | FM | FJ   | FM | FJ |
| cc | c  | cc   | s  | s  |
| čč | č  | čč   | j̣  | jj |
| kk | h  | h/hh | ṿ  | vv |
| pp | p  | pp   | v  | v  |
| ss | s  | ss   | s  | s  |
| šš | š  | šš   | š  | š  |
| tt | t  | tt   | đ  | đ  |

#### التغير في صوت حرف العلة (Umlaut)
هي ظاهرة في لغة سامي الإينارية حيث يؤثر الحرف المتحرك في المقطع الثاني على جودة الحرف المتحرك في الأول.
يسرد الجدول التالي قائمة سامي الإينارية لحرف العلة الأول للمقطع الصوتي "Proto-Samic"، لكل حرف متحرك للمقطع الثاني.
| Proto | *ā, *ō | *ē  | *ë, *i, *u |
| Inari | á, o/u | e/i | â/a, i, u  |
| *ë    | a      | a   | o          |
| *o    | o      | o   | u          |
| *i    | i      | i   | i          |
| *u    | u      | u   | u          |
| *ā    | á      | ä   | a          |
| *ea   | iä     | e   | e          |
| *ie   | iä     | ie  | ie         |
| *oa   | uá     | uá  | o          |
| *uo   | uá     | ye  | uo         |

كما يتبين، فإن العديد من أحرف العلة الصوتية " Proto-Samic" يكون لديها نتائج متطابقة قبل بعض أحرف العلة المكونة من حرفين (مقطعين). فقط قبل ال Proto-Samic *ē يمكن تمييز كل أحرف العلة. على سبيل المثال، يبدو كل من*oa و ë* قبل *ë مثل o، بينما يبدو كل من *o و *u مثل u. وفي الحالات التي يتغير فيها الحرف المتحرك للمقطع الثاني، من الضروري معرفة لأي سلسلة ينتمي حرف العلة في كلمة معينة. على سبيل المثال juuḥâđ (to drink) فإنّ الصيغة الدلالية للشخص الثالث في المضارع هي juhá، بينما في nuuḥâđ (to end) فهي nohá.
أما النوع الثاني من هذا التغيّر الصوتي يحدث ولكنه يعمل بشكل معاكس: عندما يحتوي المقطع الأول على a (منشؤها من حرف البروتو سامي ë*) ويحتوي المقطع الثاني على á، يتم دعم حرف العلة في المقطع الثاني إلى a. وهكذا، فإن الصيغة الدلالية للشخص الثالث في المضارع من moonnâđ (to go) هي maṇa (بدلاً من maṇá*)، والمفرد المنسوب لـ ahe (Age) هو ahan (بدلاً من *ahán)

## الأسماء
هناك تسع حالات للأسماء في لغة سامي الإينارية، على الرغم من أن حالة الإضافة والنصب تكون هي نفسها في كثير من الأحيان:
- الرفع
- الإضافة
- النصب
- الحالة الظرفية،
- الاستنتاجية
- الجزئية وغيرها...

الحالة الجزئية تستخدم فقط في المفرد. بالإضافة إلى ذلك وعلى عكس الفنلندية فإن أن لغة سامي الإينارية لا تستخدم الحالة الجزئية في حالة الأفعال المتعدية لأكثر من مفعول به. وهكذا يمكن ترجمة Mun puurâm leeibi إلى الفنلندية إما Minä syön leivän (بالإنكليزية I'm eating (all of) the bread) أو Minä syön leipää (بالإنكليزية I'm eating (some) bread)، أو بشكل عام (I eat bread).

## الضمائر
الضمائر الشخصية لها ثلاثة أرقام: المفرد والجمع والثنائي، ويحتوي الجدول التالي على الضمائر الشخصية في حالات الرفع والنصب والإضافة:
|                          | English    | nominative | English     | genitive |
| First person (singular)  | I          | mun        | my          | muu      |
| Second person (singular) | you (thou) | tun        | your, yours | tuu      |
| Third person (singular)  | he, she    | sun        | his, her    | suu      |
| First person (dual)      | we (two)   | muoi       | our         | munnuu   |
| Second person (dual)     | you (two)  | tuoi       | your        | tunnuu   |
| Third person (dual)      | they (two) | suoi       | theirs      | sunnuu   |
| First person (plural)    | we         | mij        | our         | mii      |
| Second person (plural)   | you        | tij        | your        | tii      |
| Third person (plural)    | they       | sij        | their       | sii      |

كما ويوضح الجدول التالي تصريف الضمائر الشخصية (I/we) في الحالات المختلفة:
|                     | Singular    | Dual              | Plural      |
| Nominative          | mun         | muoi              | mij         |
| Genitive-Accusative | muu         | munnuu            | mii         |
| Locative            | must, muste | munnust           | mist, miste |
| Illative            | munjin      | munnui            | mijjân      |
| Comitative          | muuin, muin | munnuin, munnuuin | miiguim     |
| Abessive            | muuttáá     | munnuuttáá        | miittáá     |
| Essive              | munen       | munnun            | minen       |
| Partitive           | muđe        | ---               | ---         |

## الأفعال

### الأفعال الشخصية
يتمّ تصريف الأفعال في لغة سامي الإينارية إلى ثلاثة أشخاص نحويين:
- الشخص الأول (المتكلم-أنا)
- الشخص الثاني (المخاطب-أنت)
- الشخص الثالث (الغائب-هو)

### أفعال الصيغ
يوجد في لغة سامي الإينارية خمس صيغ:
- الصيغة الدلالية
- صيغة الأمر
- الصيغة الشرطية
- صيغة الاحتمال
- الصيغة الدالة على التمني

### الرقم النحوي (القواعدي)
يتم تصريف الأفعال في لغة سامي الإينارية بصيغ المفرد والتثنية والجمع.

### الأزمنة الفعلية
تحتوي لغة سامي الإينارية على اثنين من الأزمنة البسيطة:
- الماضي
- غير الماضي

واثنين من الأزمنة المركبة:
- الماضي التام
- المضارع التام

### أفعال النفي
تماماً مثل الفنلندية واللغات السامية الأخرى، فإن لغة سامي الإينارية تحتوي على صيغة الفعل بالنفي، ويتم تصريف الفعل في النفي وفقاً للصيغة الدلالية وصيغة الأمر والصيغة الدالة على التمني. والشخص (الأول والثاني والثالث) والرقم (المفرد والثنائي أو التثنية والجمع)
|     | Ind. pres. | Ind. pres. | Ind. pres. | Imperative | Imperative | Imperative | Optative | Optative | Optative |
| sg. | du         | pl.        | sg.        | du         | pl.        | sg.        | du       | pl.      |          |
| 1   | jie'm      | iän        | ep         | –          | –          | –          | iällum   | iäl'loon | iällup   |
| 2   | jie'h      | eppee      | eppeđ      | ele        | ellee      | elleđ      | ele      | ellee    | elleđ    |
| 3   | ij         | iä'vá      | iä         | –          | –          | –          | iä'lus   | iällus   | iällus   |